# دانيال ريد (ملحن)
دانيال ريد (بالإنجليزية: Daniel Read)‏ هو ملحن أمريكي، ولد في 16 نوفمبر 1757، وتوفي في 4 ديسمبر 1836.

## وصلات خارجية
- دانيال ريد على موقع ميوزك برينز (الإنجليزية)
- دانيال ريد على موقع ديسكوغز (الإنجليزية)